# Захария Мирчева
Захария Мирчева-Грашева е българска просветна деятелка от късното Българско възраждане в Македония.

## Биография
Родена в 1869 година в град Прилеп, тогава в Османската империя. Става учителка и преподава в различни градове в Македония - в Щип и родния си Прилеп. В учебната 1888 година става директорка на Прилепското българска девическо училище, наследявайки Ташка Мартинова. Мирчева работи като директорка и в следващата учебна година. По време на нейното директорство се отваря II клас в учебната 1888/1889 година в Прилепското училище.
Захария Грашева (по баща Мирчева) е сестра на видния български просветен деец Спиридон Мойсов Мирчев (Мойсомирчев).
Съпруга е на Харалампи Грашев. Двамата имат шест деца – Люба, Методи, Кирил, Асен, Крум и Борис. Методи Грашев и Кирил Грашев са български офицери. Методи загива през Първата световна война. Борис Грашев (1906 – 1987) играе във ФК „Славия“, голмайстор е на финала на 22 август 1926 г. между „Славия“ и „Владислав“ (Варна).
Захария Грашева умира в 1956 година.
От най-малкия си син Борис Грашев Захария и Харалампи имат две внучки - Лиляна и Румяна. Лиляна Грашева (1936 - 2021) е видна изследователка на средновековната българска литература.